# カクレミノ
カクレミノ（隠蓑、学名：Dendropanax trifidus）は、ウコギ科カクレミノ属に分類される常緑亜高木の1種。別名、カラミツデ、テングノウチワ、ミツデ、ミツナガシワ（御綱柏）、ミソブタ、ミゾブタカラミツデ、ミツノカシワ（三角柏）、ミヅノカシワ、ミツノガシワ等。

## 名称
和名カクレミノの語源は、3裂した葉の形が、想像上の宝物の一つである「隠簔」に似ていることに由来する。

## 分布と生育環境
日本の本州の千葉県南部以西、伊豆諸島、四国、九州、沖縄に分布し、暖地の沿岸地に生育する。広葉樹森の大木の下に自生する。植栽可能地は、東北地方の仙台付近が北限で、南は沖縄までの範囲とされる。

## 特徴
常緑広葉樹の高木。樹高は2 - 3メートル (m) くらいに生長し、上部に枝葉が茂り、中間から下部は幹だけになって、全体に傘を広げたような樹形になる。
葉は濃緑で光沢がある倒卵形の単葉で、枝先に互生する。葉身は厚みのある皮質で、長さ6 - 12センチメートル (cm) ほどある。3本の葉脈が特に目立つ。変異が多く稚樹の間は3 - 5裂に深裂するが、生長とともに全縁と2 - 3裂の浅裂の葉が1株の中に混在するようになる。古い葉は、新しい葉が出てくる春から夏にかけて黄色から黄褐色に黄葉する。秋にも多少散って落葉するが、落ち葉はすぐに褐色になる。
花期は6 - 7月で、枝先に伸びた散形花序には、黄緑色の小さな花が多数つき、両性花と雄花が混じって咲く。果実は液果で、長さ1 cm、直径7 - 8ミリメートル (mm) くらいの広楕円形から球形の先端に花柱が残り、長さ4 - 5 cmの果柄がつく。はじめは黄緑色であるが、晩秋（11 - 12月）に黒紫色に熟す。後述するが、樹液はかつて塗料として使われており「金漆（ごんぜつ）」とも呼ばれていた。「漆」の文字が使われているが、成分は漆の主成分ウルシオールとは全く異なるものである 。

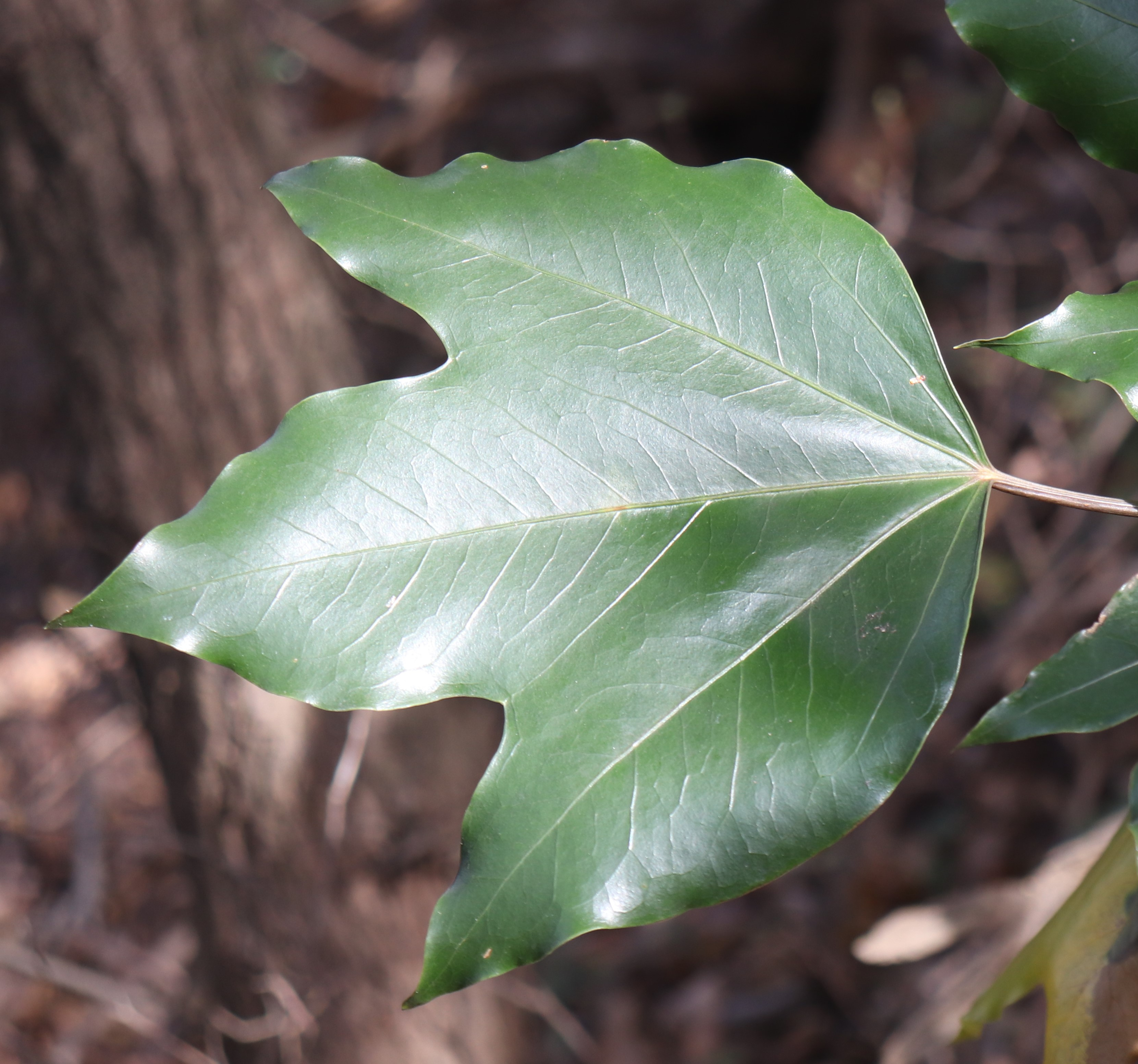
稚樹の3裂に深裂する葉
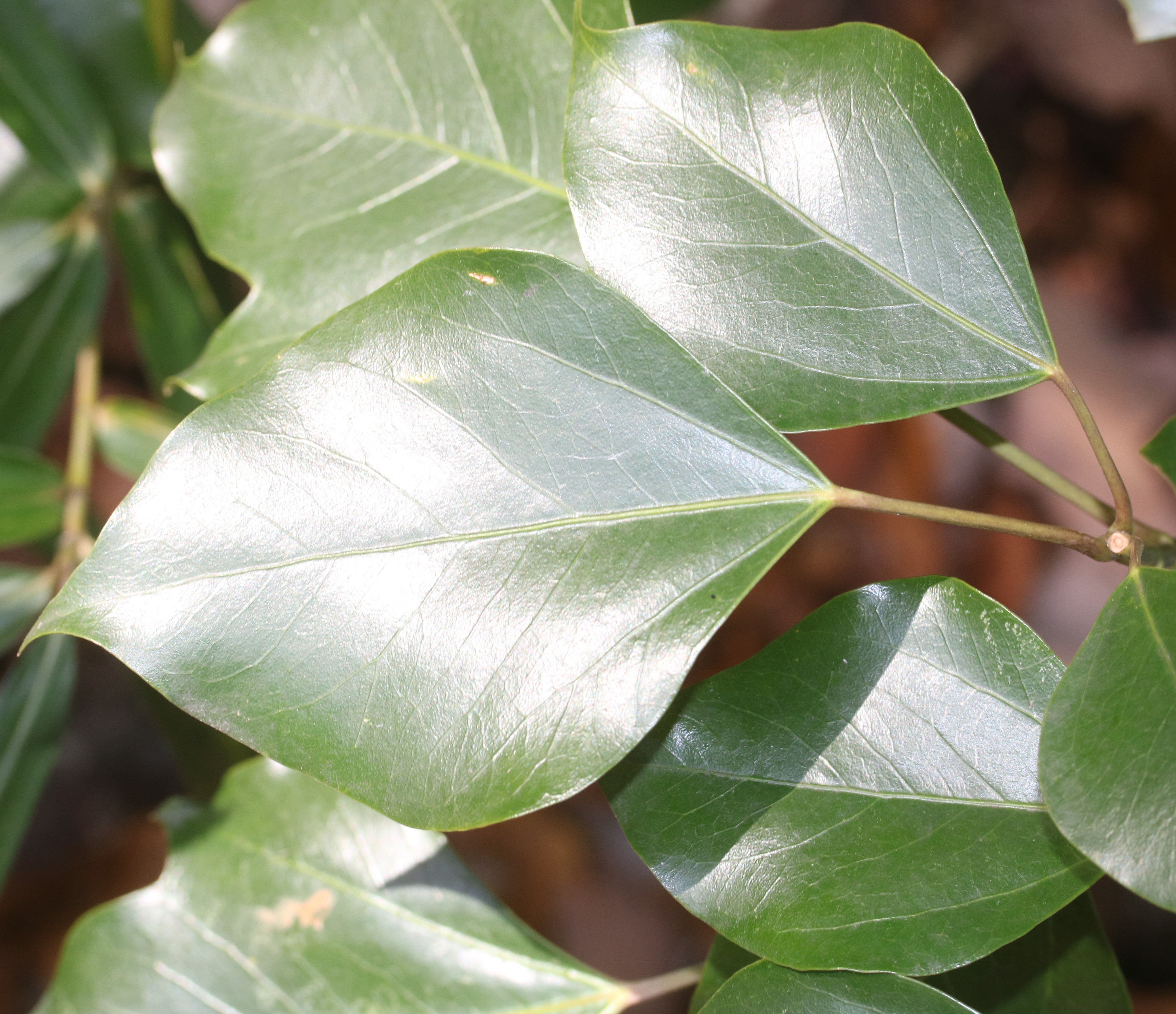
生長した樹の全縁の葉
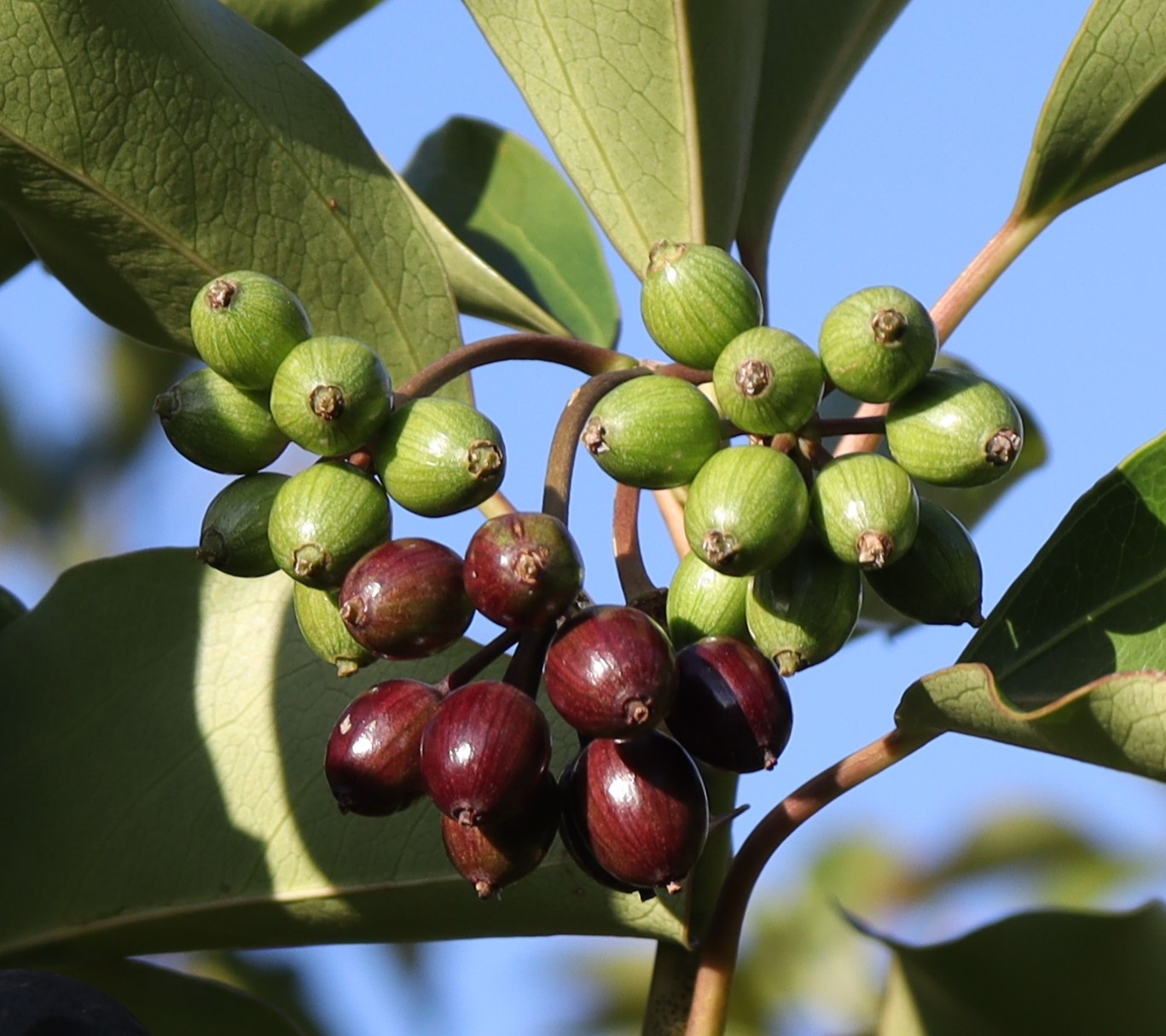
果実

## 利用

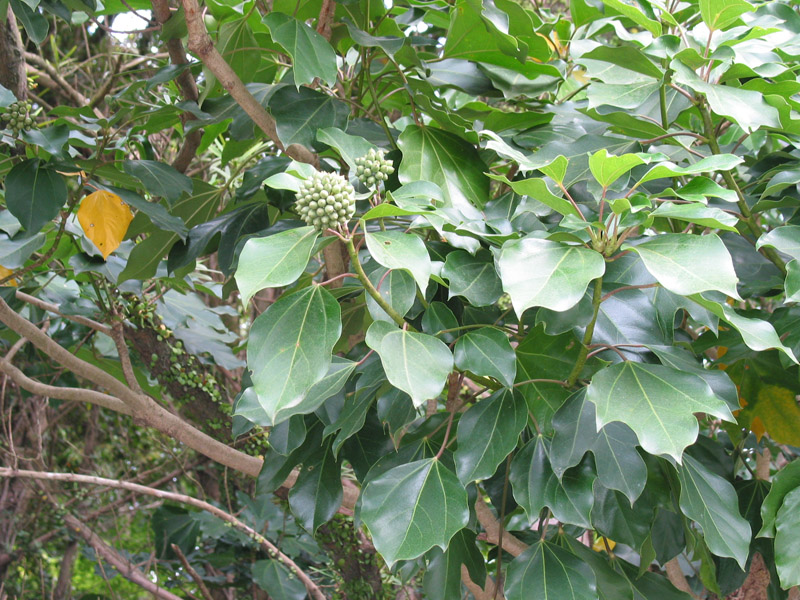
全縁と3裂の混在する株（三重・伊勢神宮）

植栽樹として利用され、日陰地に適した樹種として知られる。鉢植や庭木、神社等によく植えられている。
葉の先が三つあるいは五つに裂けたものは、神に供物をするときや「豊明節会（とよあかりのせちえ）」のときに、酒や飯を盛り入れる器として使われた。仁徳天皇紀でも「御綱葉」として言及され、仁徳天皇30年9月にその皇后の磐之媛命が、紀国の熊野で豊明のために御綱葉を取り帰るも、仁徳天皇が留守を見計らい恋していた八田皇女を宮中に入れたことを知った皇后は、激怒して難波の港で、採取していた御綱葉をすべて海に捨ててしまったという。
この樹木の樹脂は古代には塗料として利用されていたと推定されており、「金漆」と呼ばれていた。この塗料は「漆」の名前はつくものの、ウルシオールを主成分とする漆とは異なり、主成分はポリアセチレンである。光により硬化するとの寺田晁による報告がある。（漆は酵素による硬化なので反応機構も異なる。）漆の成分と混同されてかぶれるとの言説が広がっているが、かぶれるとは考えにくく、また、かぶれるにしても、ウルシオールが原因ではないことは確実である。